# Hadrodactylus fugax
Hadrodactylus fugax är en stekelart som först beskrevs av Johann Ludwig Christian Gravenhorst 1829.  Hadrodactylus fugax ingår i släktet Hadrodactylus och familjen brokparasitsteklar. Arten är reproducerande i Sverige.

## Underarter
Arten delas in i följande underarter:
- H. f. almator
- H. f. nigriventris